# Chiesa del Sacro Cuore (Sansepolcro)
La chiesa del Sacro Cuore si trova a Sansepolcro.

## Storia e descrizione
Costruita tra 1961 e il  1962, è stata consacrata il 29 settembre 1962 dal vescovo di Sansepolcro, monsignor Domenico Bornigia (1954-1963) a completamento della struttura dell'oratorio  Monsignor Pompeo Ghezzi, cominciata a costruire nel 1952. La chiesa ha dato il nome all'omonimo quartiere, sorto ex novo dalle urbanizzazioni degli anni cinquanta e sessanta del XX secolo, di cui è parrocchiale. Dagli inizi fino al 1987 vi è stato parroco mons. Tersilio Rossi, canonico della Basilica Cattedrale, vicario generale dei vescovi Domenico Bornigia e Abele Conigli, scrittore ed esponente della vita culturale cittadina.
All'interno dell'edificio sacro sono conservate opere antiche e moderne; tra queste, quattro tele raffiguranti Gli evangelisti (secolo XVII), provenienti dalla chiesa di San Cristoforo di Misciano, e due sculture bronzee e in ceramiche di Bino Bino (1984) e Amleto Bambi (1974). Alle finestre, vetrate policrome con figure di santi.